# 马尔默大学
 馬爾默大學 （瑞典語：Malmö universitet）是一所位於瑞典第三大城市馬爾默的公立大學。他們有超過2萬4千名學生，與大約1600名行政與教課人員。馬爾默大學是全瑞典第九大的高等學府。马尔默大学的教育重点包括移民、国际关系、政治学、可持续发展、城市研究以及新媒体和技术。它通常包括与外部合作伙伴密切合作的实习和项目工作内容。这所学校于 1998 年作为大学学院（högskola）成立；之後，瑞典高等教育与研究部部长于 2018 年 1 月 1 日授予其正式升級到大学地位。

## 學院
馬爾默大學内包括5所學院：
- 技术与社会学院(Faculty of Technology and Society) ，該学院拥有约 3000 名学生和 100 名员工。课程和学位课程包括工程学和计算机科学、产品开发和设计以及媒体技术。研究重点是计算机科学、材料科学、应用数学和媒体技术。[7]

- 文化与社会学院(Faculty of Culture and Society) ，該学院由四个研究所组成：全球政治研究系、城市研究系、艺术与传播学院以及语言与语言学系。全球政治研究系、城市研究系、艺术与传媒学院和语言与语言学系。马尔默大学的三个重点教育和研究领域都属于该学院： 城市研究侧重于可持续环境和全球变化过程；新媒体侧重于新媒体；移民研究侧重于国际移民过程及其原因和影响。[8]

- 教育与社会学院（Faculty of Education and Society） 是瑞典最大的教师培训机构之一。学院下设儿童、青年与社会系、文化、语言与媒体系、个人与社会系、学校发展与领导力系、科学、环境与社会系和体育科学-体育与休闲系。[9]

- 牙科学院(Faculty of Odontology) ，其教育课程可授予牙科卫生员、牙医或牙科技师学位。[10]

- 健康与社会学院(Faculty of Health and Society) 约有 4,600 名学生和 260 名员工。学院的教育和研究活动旨在为维护、支持和促进人们的身体、心理和社会健康的知识库做出贡献。该学院培养护士、社会工作者、公共卫生科学家和生物医学科学家。研究领域包括生物医学实验室科学/技术、护理和社会工作。[11]